# Frans Burman (Theologe, 1671)

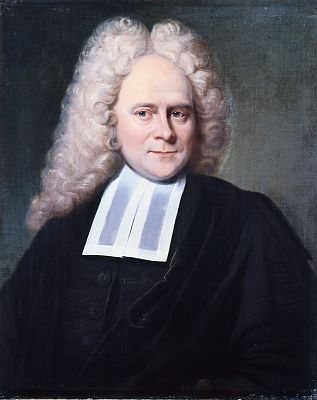
Frans Burman (2)

Frans Burman, auch Frans Burmann (* 15. Mai 1671 in Utrecht; † 22. September 1719 ebenda) war ein niederländischer reformierter Theologe.

## Leben
Burman war der Sohn des Utrechter Theologieprofessors Frans Burman (1628–1679) und dessen Frau Maria Heydanus. Er besuchte die Lateinschule in Utrecht und die Lateinschule in Alkmaar bei Johann Georg Graevius. Am 7. Januar 1688 begann er an der Universität Leiden bei Burchard de Volder (1643–1709) philosophische und mathematische Studien. An der Universität Utrecht besuchte er die theologischen Vorlesungen von Hermannus van Halen und Hermann Witsius und ab 1692 an der Universität Franeker die von Campegius Vitringa der Ältere, Johannes van der Waeijen (1639–1701) und Hermann Alexander Roëll. Zudem absolvierte er orientalische Sprachstudien bei Jacob Rhenferd (1654–1712). Weitere Vorlesungen besuchte er in Groningen bei Johannes Braun (1628–1708), in Dordrecht bei Salomon van Til (1643–1713) und in Amsterdam bei Petrus Francius (1645–1704).
Burman wurde nach seinen Studien 1695 Pfarrer in Koudum und ging in gleicher Eigenschaft 1698 nach Brielle. 1702 wurde er Gesandtschaftsprediger in England. Hier setzte er seine Studien an den Universitäten in Oxford und Cambridge fort, wo er auch die Bibliotheken besuchte und sich mit den dortigen Gelehrten vertraut machte. Sein damals verfasstes Reisejournal wurde 1828 von Abraham Capadose herausgegeben. Im Folgejahr kehrte er wieder in die Heimat zurück, wo er am 6. Juli 1703 als Pfarrer in Enkhuizen bestätigt wurde. Zwei Jahre später ging er als Pfarrer nach Amsterdam, wo er am 13. Mai 1705 seine Einführungspredigt hielt.
Am 5. November 1714 wurde er Professor der Theologie an der Universität Utrecht berufen und am 11. Januar 1715 mit der Ehrendoktorwürde der Theologie geehrt. Am 26. Februar 1715 trat er seine Professur mit der Rede Theologus, sive de iis quae ad verum et consummatum theologum requiruntur an. In Utrecht war er 1718/19 Rektor der Alma Mater, welches Amt er mit der Rede Oratio de persecutione Diocletiana eiusque exitu gloriosissimo (Utrecht 1719) niederlegte. Der sich mit den Anhängern des Spinozismus auseinandersetzende Theologe verstarb nach kurzer Wirkungszeit an einer Krankheit.

## Familie
Burman hatte sich am 11. Dezember 1703 mit Elizabeth Thierens (* 31. Mai 1677; † 20. November 1713) verheiratet. Elizabeth starb kurz nach der Geburt des jüngsten Sohnes Aus der Ehe stammten neun Kinder darunter die Söhne:
- Johann[es] Burman (26. April 1707–20. Januar 1779) wurde Professor der Botanik in Amsterdam
- Frans Burman (3. Oktober 1708–10. April 1793) wurde Theologe in Nijmegen
- Abraham Burman wurde Kaufmann in Amsterdam
- Pieter Burman (23. Oktober 1713–24. Juni 1778) wurde wie sein Onkel Philologe

Der Philologe Petrus Burman (26. Juni 1668–31. März 1741) war sein Bruder, der sich nach 1719 auch um seine noch minderjährigen Kinder kümmerte.

## Schriften
- Burmannorum pietas gratissimae beati parentis memoriae communi nomine exhibita, adjiciuntur mutuae Philippi Limburgi et Francisci Burmanni Epistolae. Utrecht 1701.
- Der Spinosisten hoogste goed vergeleken met den Hemel op aerde van F. van Leenhof. Enkhuizen 1704.
- Vriendelijke uitnoodinge door twee brieven aan Fredericus van Leenhof gedaan, om zich te zuyveren van zyne Spinosisterije, of, om daar van overtuigt, van dezelve opregtelijk af te staan, en van hem met een brief beantwoordt, en van de hand geweesen. Enkhuizen 1705.
- De Harmonie ofte overeenstemminge der vier H. Evangelisten. Amsterdam 1713.
- Dissertatio de Terrae filiis. Utrecht 1719.
- Burmanni V.D.M. Itineris Anglicam acta diurna; nunc primum edidit, praefatus est notisque illustravit Abrahamus Capadose. Amsterdam 1828.

## Weblink
- Catalogus Professorum Academiae Rheno-Traiectinae

| Personendaten    | Personendaten                          |
| ---------------- | -------------------------------------- |
| NAME             | Burman, Frans                          |
| ALTERNATIVNAMEN  | Burmann, Frans                         |
| KURZBESCHREIBUNG | niederländischer reformierter Theologe |
| GEBURTSDATUM     | 15. Mai 1671                           |
| GEBURTSORT       | Utrecht                                |
| STERBEDATUM      | 22. September 1719                     |
| STERBEORT        | Utrecht                                |